# Kfz-Kennzeichen (Spanien)

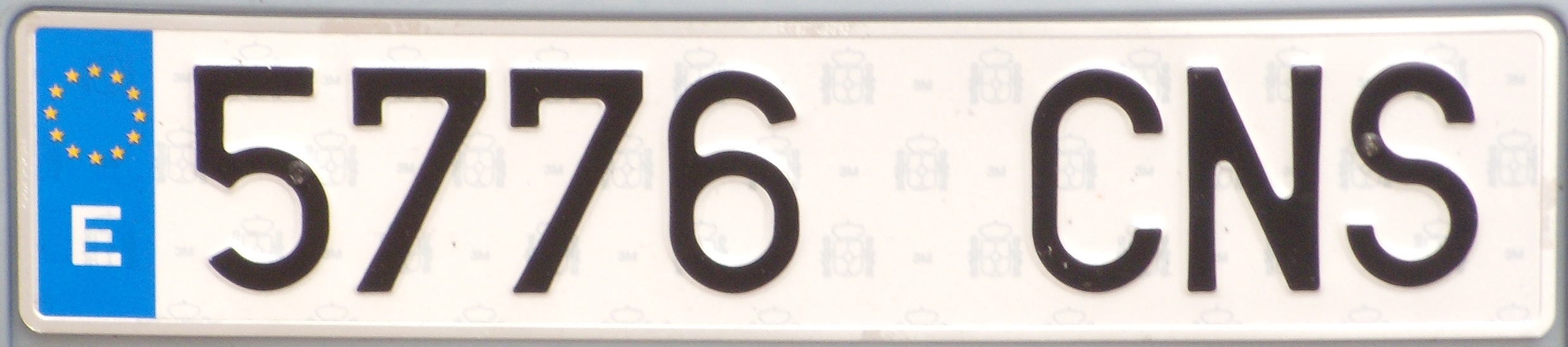
Aktuelles spanisches Kfz-Kennzeichen

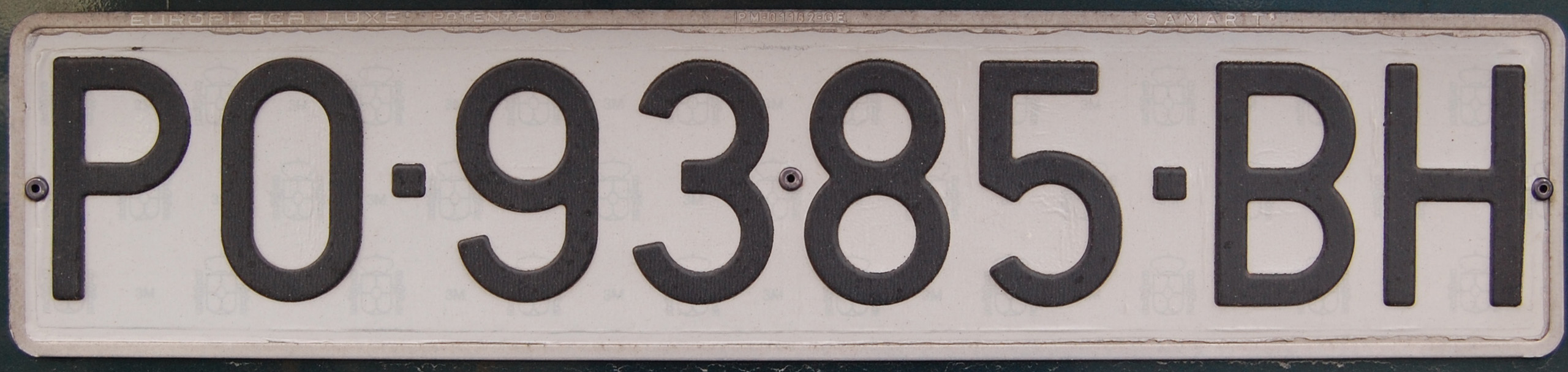
Spanisches Kennzeichen von 1971 bis 2001

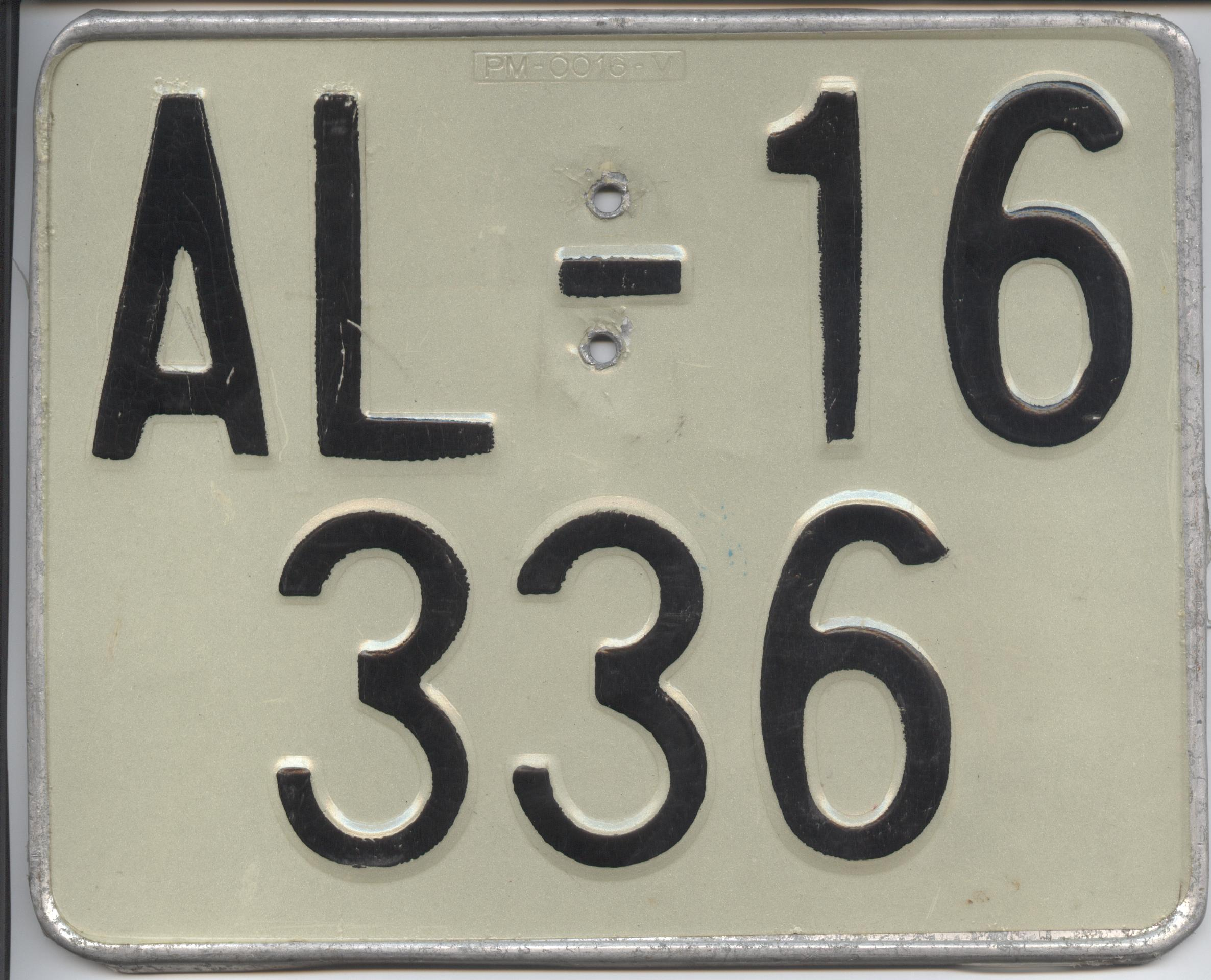
Kennzeichen bis 1971

Die Kraftfahrzeugkennzeichen in Spanien basieren seit 2001 auf einem national einheitlichen System, das keine Rückschlüsse auf die nähere Herkunft des Fahrzeuges zulässt.
Bei den zuvor ausgegebenen Kennzeichen, die teilweise noch im Gebrauch sind, bezeichnet der erste bzw. die ersten beiden Buchstaben des Kennzeichens die Provinz, in der das Fahrzeug erstmals zugelassen wurde (beispielsweise A 5678 FG für ein Fahrzeug aus Alicante [wegen des ersten Buchstabens A]).
Diese waren, wie auch die aktuellen Kennzeichen, fahrzeuggebunden, d. h., das Kennzeichen verbleibt bei Besitzerwechsel am Fahrzeug.

## Aktuelles Kennzeichensystem

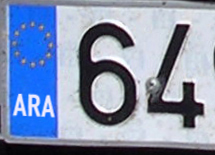
ARA statt E

Seit 2001 werden die Kfz-Kennzeichen zentral vergeben, die regionale Herkunft des jeweiligen Fahrzeugs ist nicht mehr erkennbar. Die neuen Kfz-Kennzeichen bestehen aus vier Ziffern, auf die drei Buchstaben folgen, beispielsweise 2233 CXD. Die Kennzeichen tragen eine schwarze Beschriftung auf weißem Hintergrund mit dem Staatssiegel als kleinem Muster in Hellgrau. Am linken Rand befinden sich ein blaues Band mit dem Buchstaben E für España sowie die europäischen Sterne. Auch die alten Kennzeichen können auf Wunsch des Halters mit der europäischen Länderkennung ausgestattet werden. Gelegentlich überkleben Halter (illegalerweise) das E mit den Buchstaben CAT oder ARA, um die Zugehörigkeit zu Katalonien bzw. zu Aragonien zu demonstrieren.

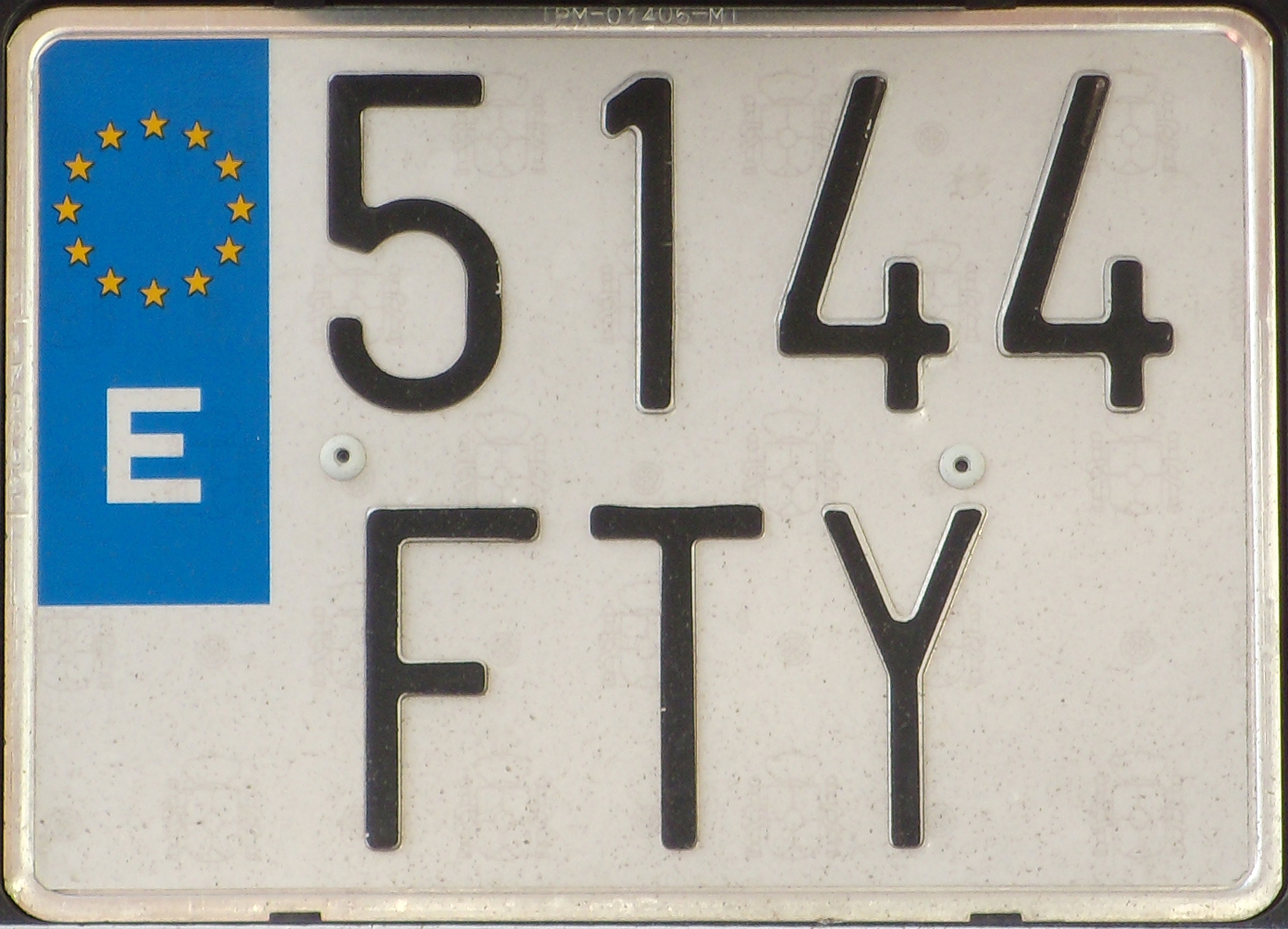
Zweizeiliges Kennzeichen

Ein Fahrzeug behält in Spanien bei Halterwechsel immer sein Kennzeichen, auch wenn es in andere Provinzen verkauft wird. Die Kennzeichen werden einmalig vergeben, das heißt bei Abmeldung eines Fahrzeugs wird dessen Nummer niemals anderweitig erneut verwendet. Die Kennzeichen werden außerdem in aufsteigender Reihenfolge vergeben (auf 2233 CXD folgt 2234 CXD usw.). So lässt sich anhand des Kennzeichens einerseits das ungefähre Alter der Erstzulassung eines Fahrzeugs in Spanien bestimmen, andererseits ist somit aber auch die Verwendbarkeit des Systems zeitlich begrenzt. Dies war einer der Gründe für die Abschaffung des alten Systems, da in Provinzen mit besonders großen Zulassungsraten (Barcelona und Madrid) die möglichen Kombinationen erschöpft waren. Dabei hatte man ursprünglich vorgesehen, bei den Kennzeichen dieser beiden Provinzen drei Schlussbuchstaben zuzulassen. So sollte nach M 9999 ZZ in der Provinz Madrid das Kennzeichen M 0000BBB folgen. Die Gültigkeitsdauer für die 2001 eingeführte Variante ist allerdings auf wenige Jahrzehnte begrenzt.
Eine Besonderheit der neuen Zulassungsnummern ist außerdem, dass sie ausschließlich Konsonanten im Buchstabenblock führen. Das allererste der neuen Kennzeichen war demzufolge nicht 0000AAA, sondern 0000BBB. Des Weiteren folgte auf 9999DZZ nicht 0000EAA, sondern 0000FBB.

### Allgemeine Serie
Die Kennzeichen der allgemeinen Serie (Pkw, Lkw usw.) haben vier Ziffern, denen drei Buchstaben folgen, z. B. 3540 FLL.

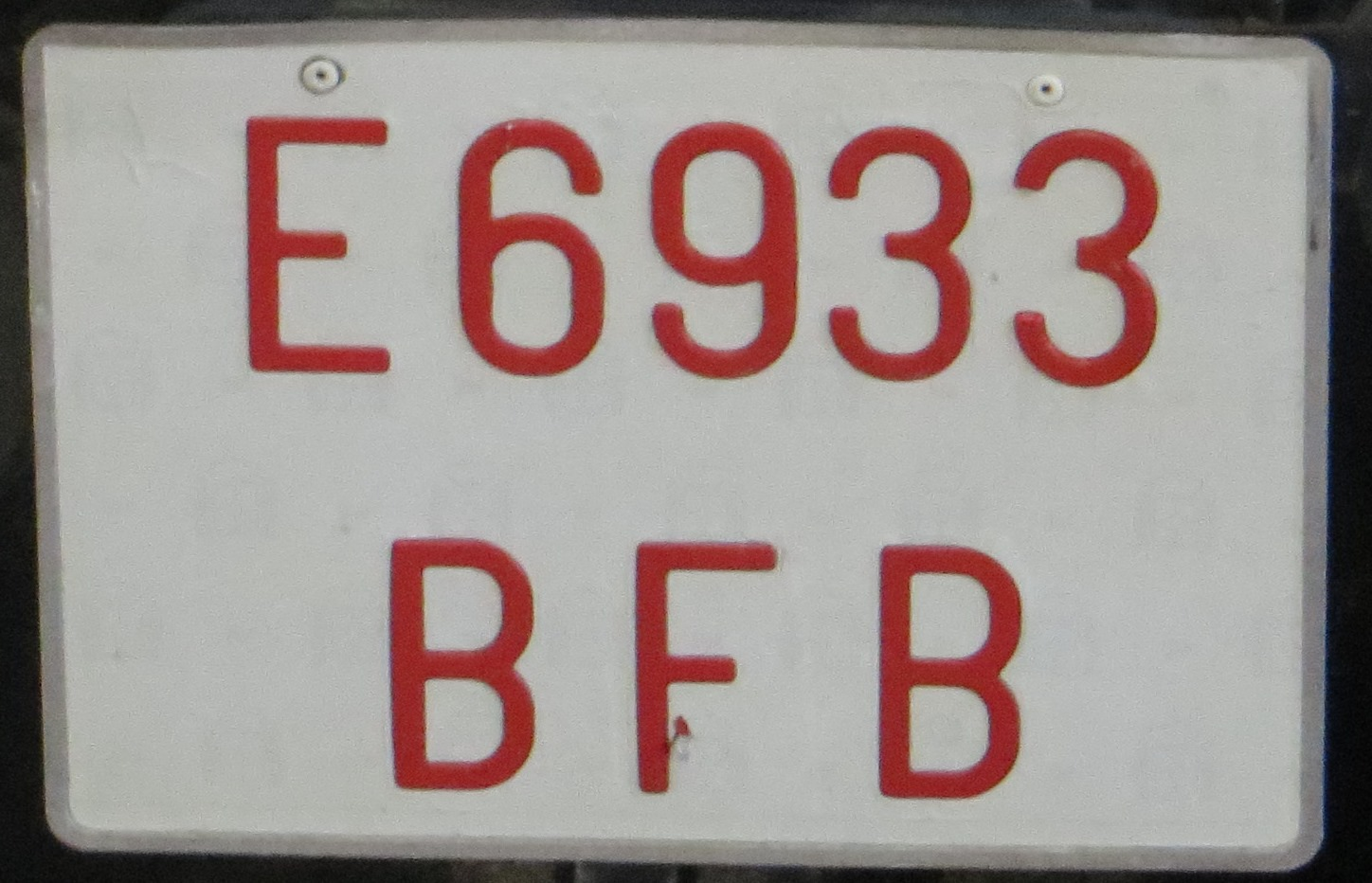
Kennzeichen für Spezialfahrzeuge

### Spezialfahrzeuge
Spezialfahrzeuge erhalten ein Kennzeichen mit weißem Untergrund und roter Schrift und dem Anfangsbuchstaben E für Vehículos Especiales (deutsch: Spezialfahrzeuge), dem vier Ziffern und drei Buchstaben folgen, z. B.: E 1234 BCD.

### Historische Fahrzeuge
Historische Fahrzeuge erhalten ein Kennzeichen mit weißem Untergrund und schwarzer Schrift und dem Anfangsbuchstaben H für Vehículos Históricos (deutsch: historische Fahrzeuge), dem vier Ziffern und drei Buchstaben folgen, z. B.: H 1234 BCD.

### Fahrzeuge mit vorläufiger Zulassung

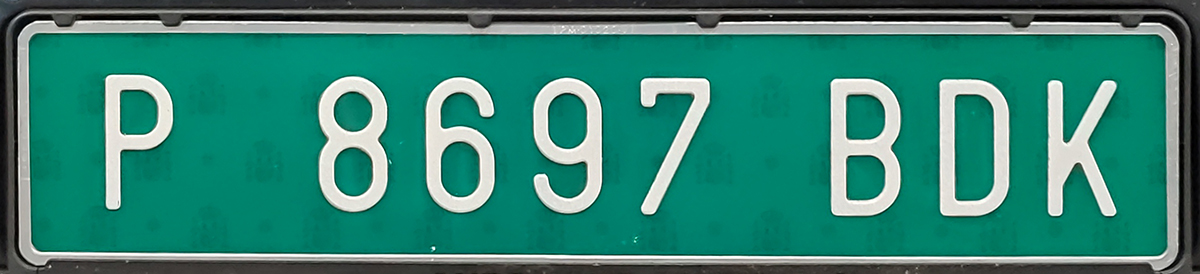
Vorläufiges Kennzeichen

Fahrzeuge mit vorläufiger Zulassung erhalten ein Kennzeichen mit grünem Untergrund und weißer Schrift und dem Anfangsbuchstaben P für Temporales Particulares, dem vier Ziffern und drei Buchstaben folgen, z. B.: P 1234 BCD.

### Anhängerkennzeichen

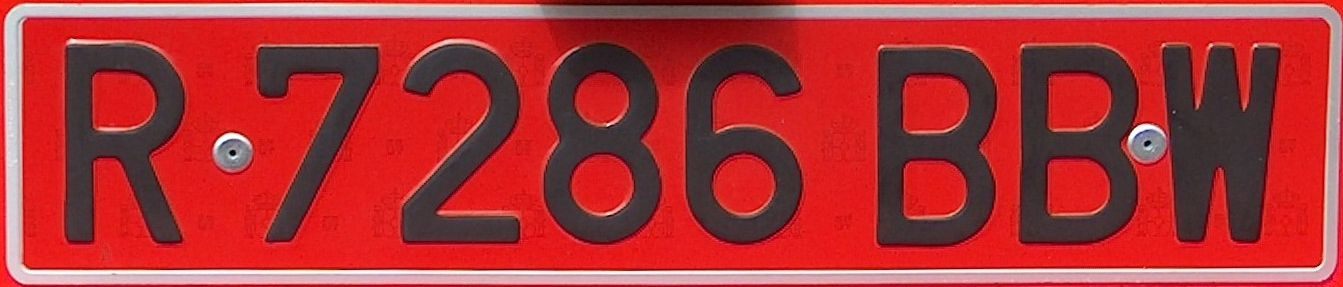
Anhänger-Kennzeichen

Anhänger erhalten zusätzlich zum Kennzeichen des Zugfahrzeugs ein rotes Kennzeichenschild mit dem Anfangsbuchstaben R für Remolques (deutsch: Anhänger), dem vier Ziffern und drei Buchstaben folgen, z. B.: R 8216 BBZ.

### Ausfuhrkennzeichen

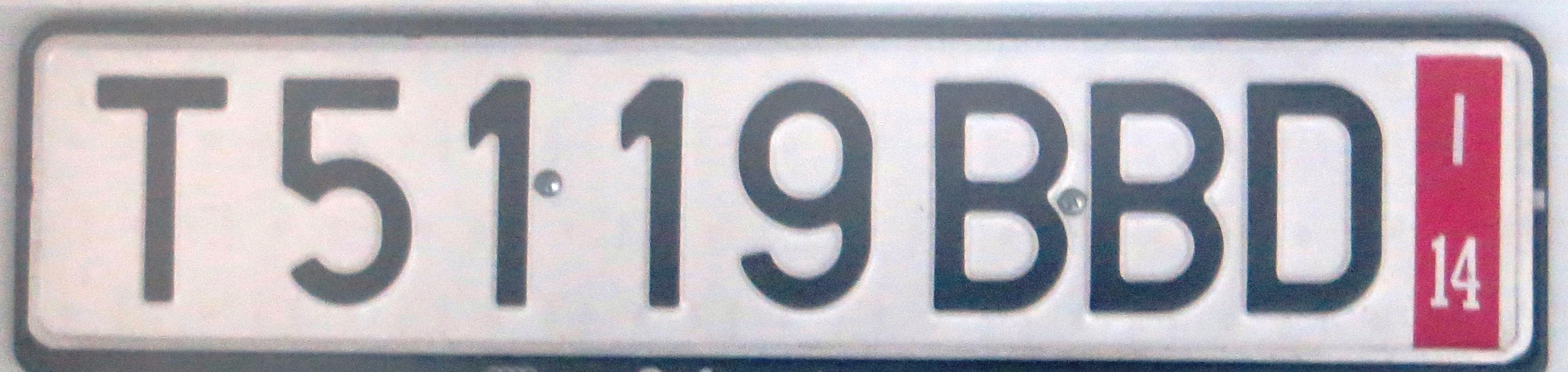
Ausfuhrkennzeichen (gültig bis Januar 2014)

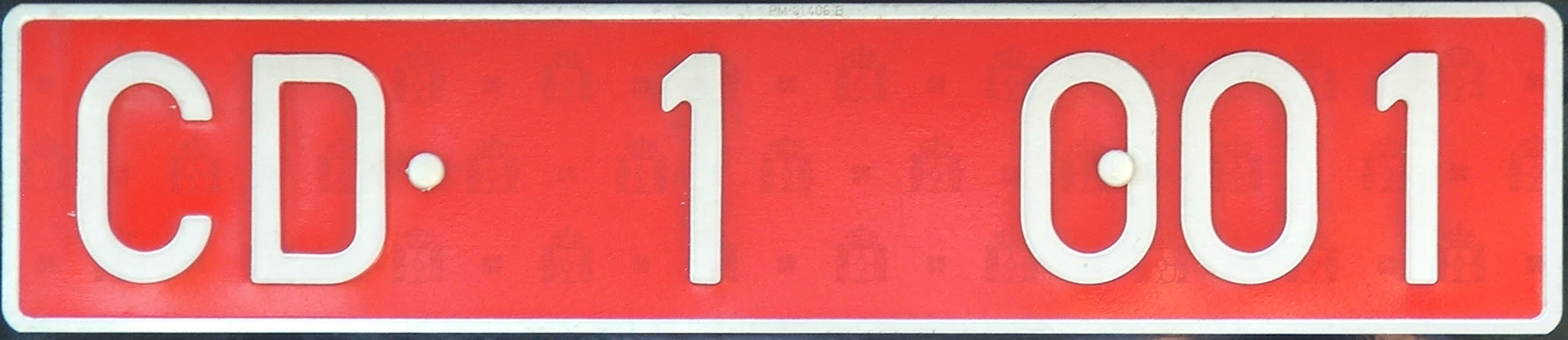
Diplomatenkennzeichen, 1 = Vatikanstadt

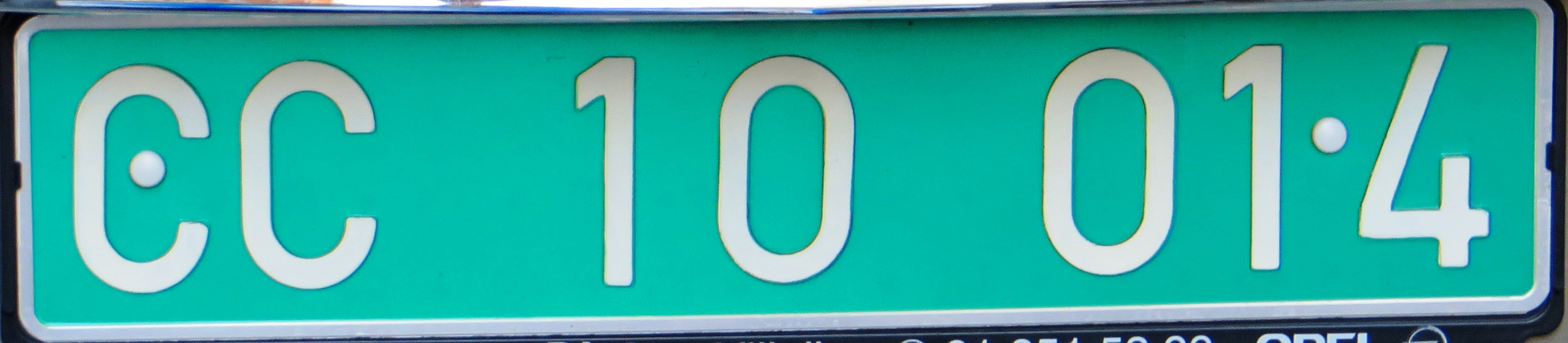
Diplomatenkennzeichen, 10 = Brasilien

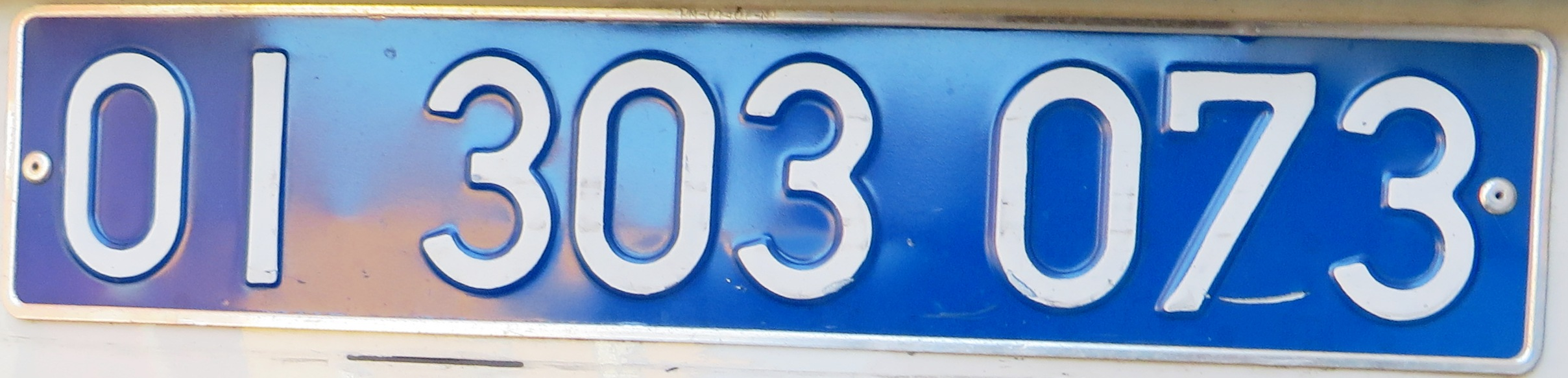
Internationale Organisation

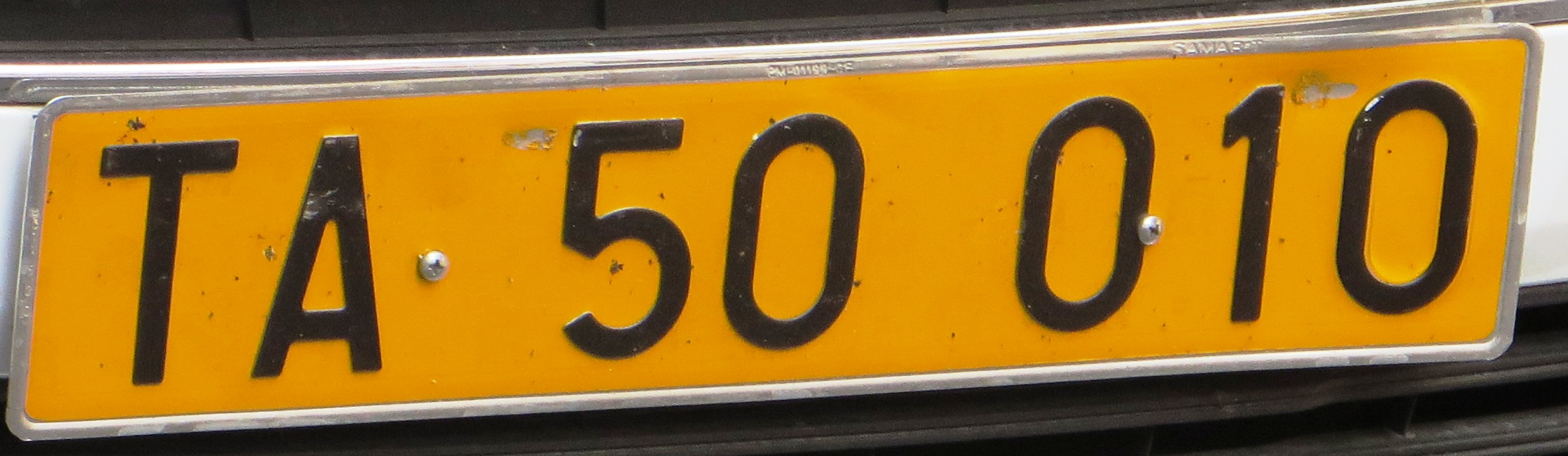
Technisches und administratives Personal

Fahrzeuge für Touristen (in Spanien gekaufte Fahrzeuge, die später in einem anderen Land zugelassen werden sollen) erhalten ein temporäres Kennzeichen mit weißem Untergrund und schwarzer Schrift und einem kleinen roten Feld am rechten Rand, auf dem die Gültigkeitsdauer vermerkt ist (oben eine römische Zahl für den Monat, unten eine Zahl für das Jahr, z. B. 19). Dem Anfangsbuchstaben T für Vehículos Turísticos (deutsch: Touristenfahrzeuge) folgen vier Ziffern und drei Buchstaben, z. B. T 1234 BBC.

### Diplomatische Kennzeichen
Diplomatenkennzeichen gibt es in zwei Varianten. Schilder des Diplomatischen Korps besitzen einen roten Hintergrund und zeigen die Buchstaben CD für Corps Diplomatique. Kennzeichen für das Konsularische Korps beginnen mit CC und sind grün. Beide Typen besitzen weiße Schrift. Auf die Buchstaben folgen zwei Zahlengruppen, von denen die erste als Kennung (1- bis 3-stellig) das Herkunftsland angibt, z. B. in CD 13 444 mit 13 für Kanada.
Allen vorangestellt ist Vatikanstadt mit der Nummer 1.
Die Kennnummern 2–76 sind einer Reihe von Ländern in alphabetischer Abfolge – nach ihrer spanischen Bezeichnung – zugeordnet. 2 = Alemania = Deutschland, 7 = Austria = Österreich, 70 = Suiza = Schweiz, bis 76 = Venezuela. Eine einzige Lücke entstand bei 64 mit dem Ende der DDR (República Democrática Alemana) im Jahr 1989. Besonderheiten sind: Vatikanstadt (Estado de la Ciudad del Vaticano) ist mit der Kennung 1 allen anderen vorangestellt, der Malteserorden (Orden de Malta) mit Nr. 56 eingereiht. Zahlreiche weitere Länder haben ohne ersichtliche Ordnung eine der Nummern von 77 bis 419 erhalten.
| 1 Vatikanstadt 2 Deutschland 3 Saudi-Arabien 4 Algerien 5 Argentinien 6 Australien 7 Österreich 8 Belgien 9 Bolivien 10 Brasilien 11 Bulgarien 12 Kamerun 13 Kanada 14 Kolumbien 15 Südkorea 16 Elfenbeinküste 17 Costa Rica 18 Kuba 19 Tschechien 20 Chile 21 Volksrepublik China 22 Dänemark 23 Ecuador 24 Ägypten 25 El Salvador 26 Vereinigte Arabische Emirate 27 Vereinigte Staaten 28 Philippinen | 29 Finnland 30 Frankreich 32 Vereinigtes Königreich 33 Griechenland 34 Guatemala 35 Äquatorialguinea 36 Haiti 37 Honduras 38 Ungarn 39 Indien 40 Indonesien 41 Irak 42 Iran 43 Irland 44 Italien 45 Japan 46 Jordanien 47 Kuwait 48 Libanon 49 Libyen 50 Marokko 51 Mauretanien 52 Mexiko 53 Nicaragua 54 Nigeria 55 Norwegen 56 Malteserorden 57 Niederlande | 58 Pakistan 59 Panama 60 Paraguay 61 Peru 62 Polen 63 Portugal 64 ehem. DDR 65 Dominikanische Republik 66 Rumänien 67 Syrien 68 Südafrika 69 Schweden 70 Schweiz 71 Thailand 72 Tunesien 73 Türkei 74 Russland 75 Uruguay 76 Venezuela 77 Serbien 78 Demokratische Republik Kongo 81 Katar 83 Israel 84 Malaysia 85 Angola 107 Senegal 144 Ukraine |

### Mopedkennzeichen

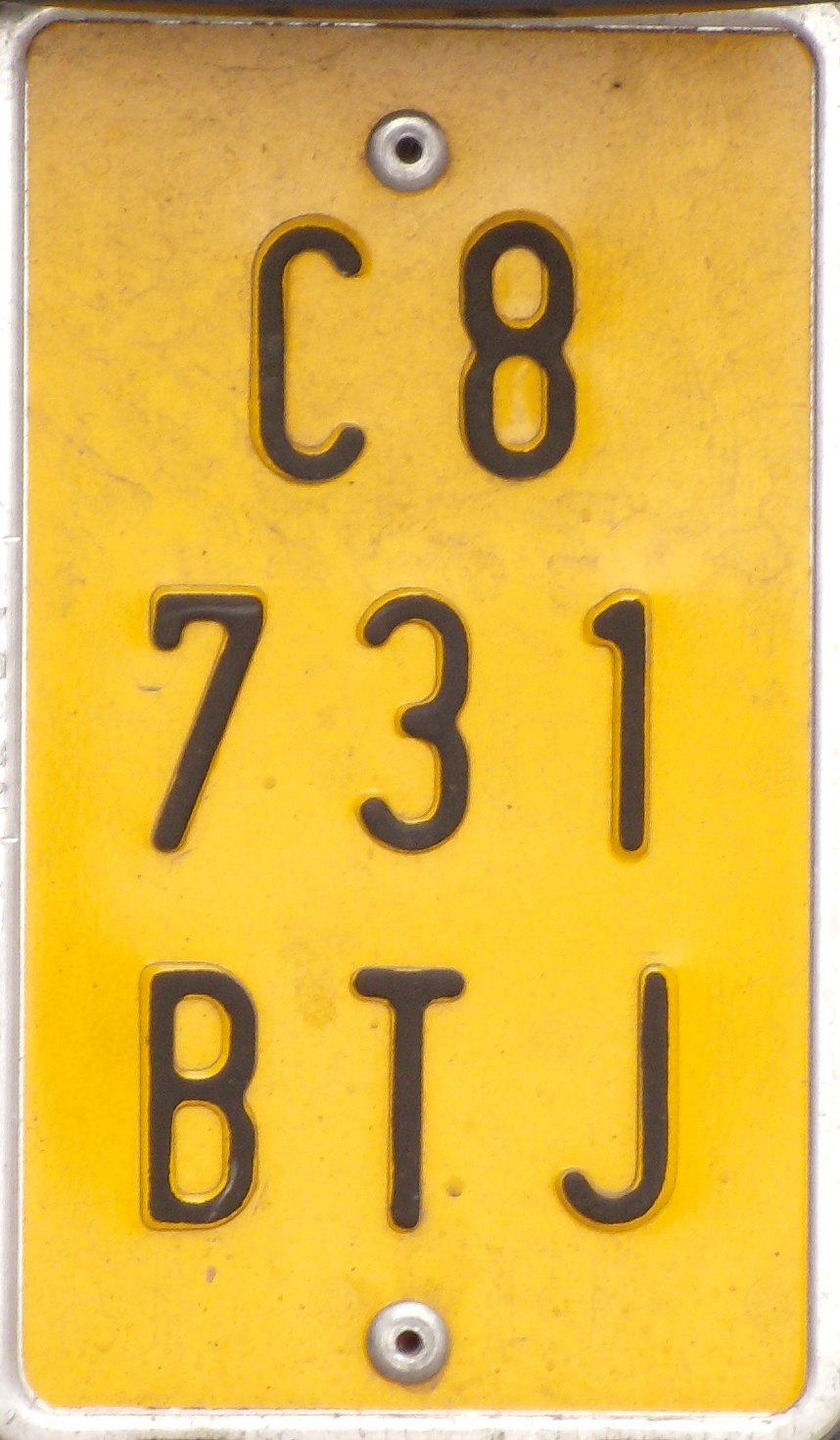

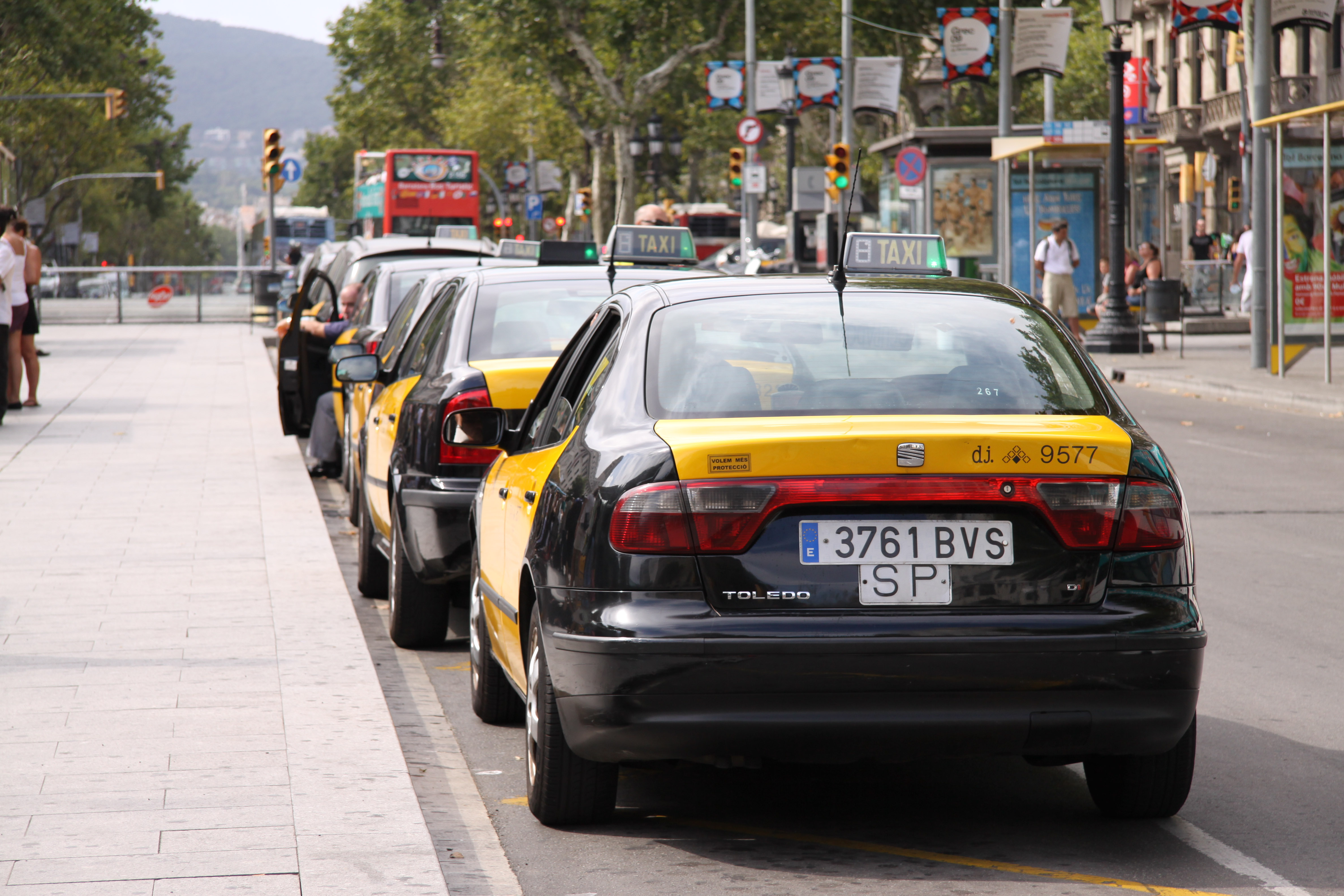
Taxi mit SP-Schild

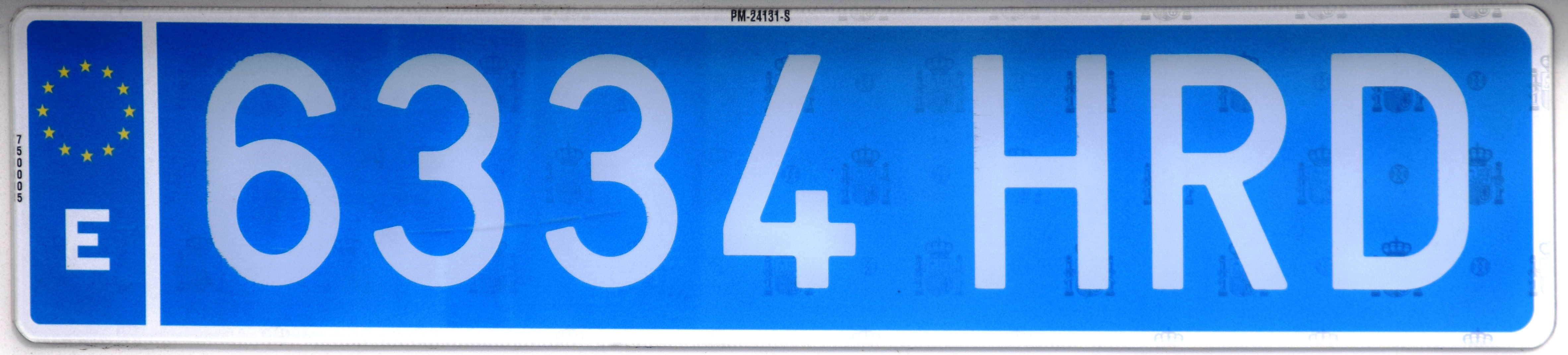
Blaues Taxi-Nummernschild

Fahrzeuge bis 50 cm³ bekommen ein Kennzeichen, das 16,5 cm hoch und 10 cm breit ist, mit schwarzer Schrift auf gelbem Untergrund.
Alle Nummern fangen mit "C" an und sind genauso wie alle anderen spanischen Kennzeichen gegliedert, d. h., es folgen vier Ziffern und drei Buchstaben, z. B. C 4567 BHY. Das neue System ersetzt alle bis dahin gültigen lokal ausgegebenen Kennzeichen.

### Taxis und Busse
Taxis und Busse haben neben dem eigentlichen Kennzeichen ein weißes Zusatzschild mit der schwarzen Beschriftung "SP". Dies steht für servicio público (öffentlicher Dienst).
Seit 2018 erhalten Taxis hinten ein blaues Kennzeichen mit weißer Schrift.

### Weitere Kennzeichen
Für Fahrzeuge, die den spanischen Kategorien Temporales Empresas Nuevos und Temporales Empresas Usados angehören – es handelt sich wohl um vorläufige Zulassungen und Vorführwagen – werden Kennzeichen mit rotem Untergrund und weißer Schrift mit einem weißen Rand mit einem S oder V als erstem Buchstaben zugeteilt, z. B, S. 5822 BBN (für die erste Kategorie) und V 9783 BBC (für die zweite Kategorie).

## Weitere Informationen
Weitere Informationen, insbesondere über das jeweilige Zulassungsjahr, und eine genauere Auflistung der Buchstabengruppen befinden sich im Artikel Systematik der Kfz-Kennzeichen (Spanien).

## Ehemaliges Kennzeichensystem
Bis 2000 gab es für die Provinzen Unterscheidungszeichen. Bis 1971 folgte ihnen eine bis zu sechsstellige Zahl. Danach wurden Kennzeichen mit einem oder zwei Buchstaben am Ende ausgeteilt. Bei diesen neueren Kennzeichen war die Nummer nur noch vierstellig. Nicht selten demonstrierte ein schwarzes "C" im vertikal rot-gelb-gestreiften Oval in Anlehnung an das Format des internationalen Landeskennzeichens die Verbundenheit mit Katalonien (Catalunya).

## Kennbuchstaben

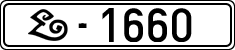
Kennzeichen der Ertzaintza

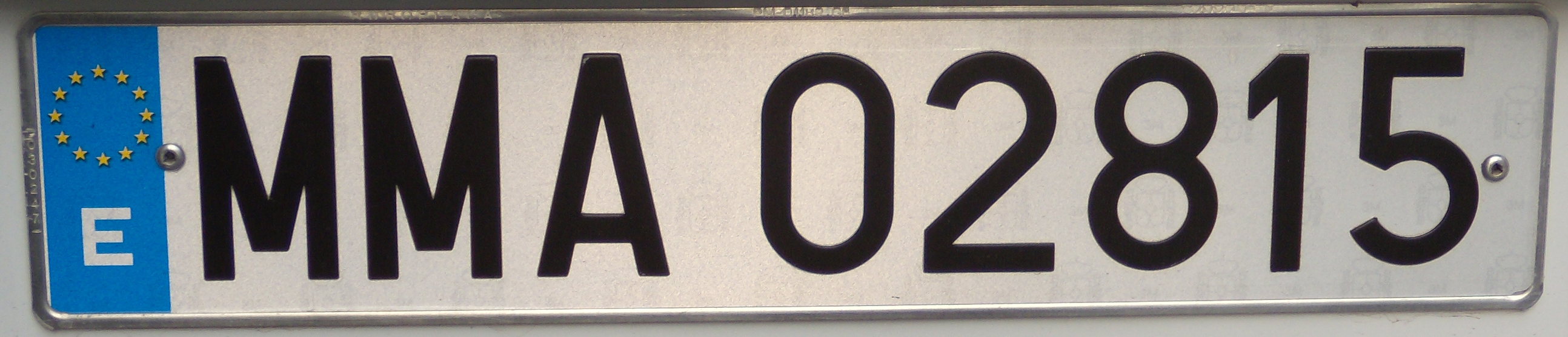
Landwirtschafts- und Umweltministerium

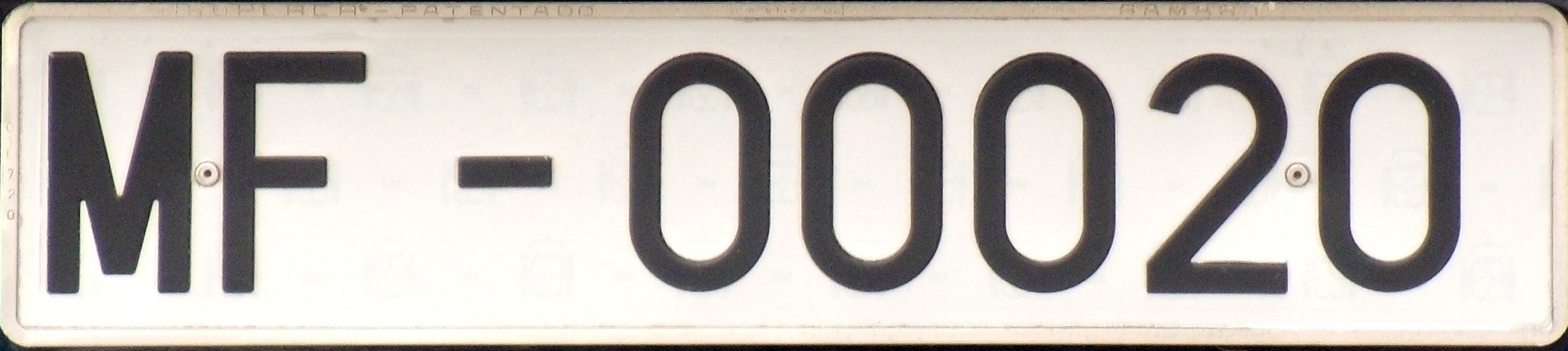
Bau- und Verkehrsministerium

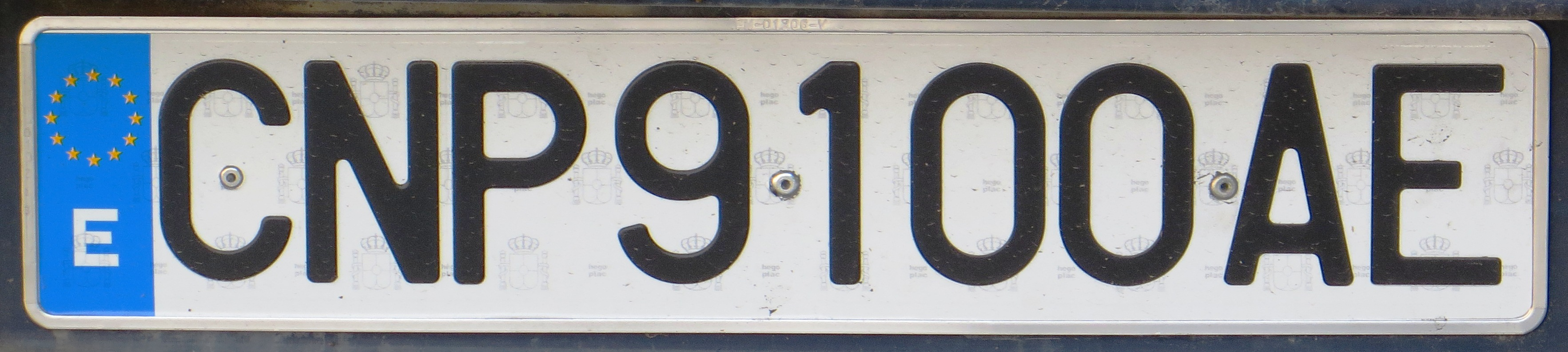
Spanische Polizei

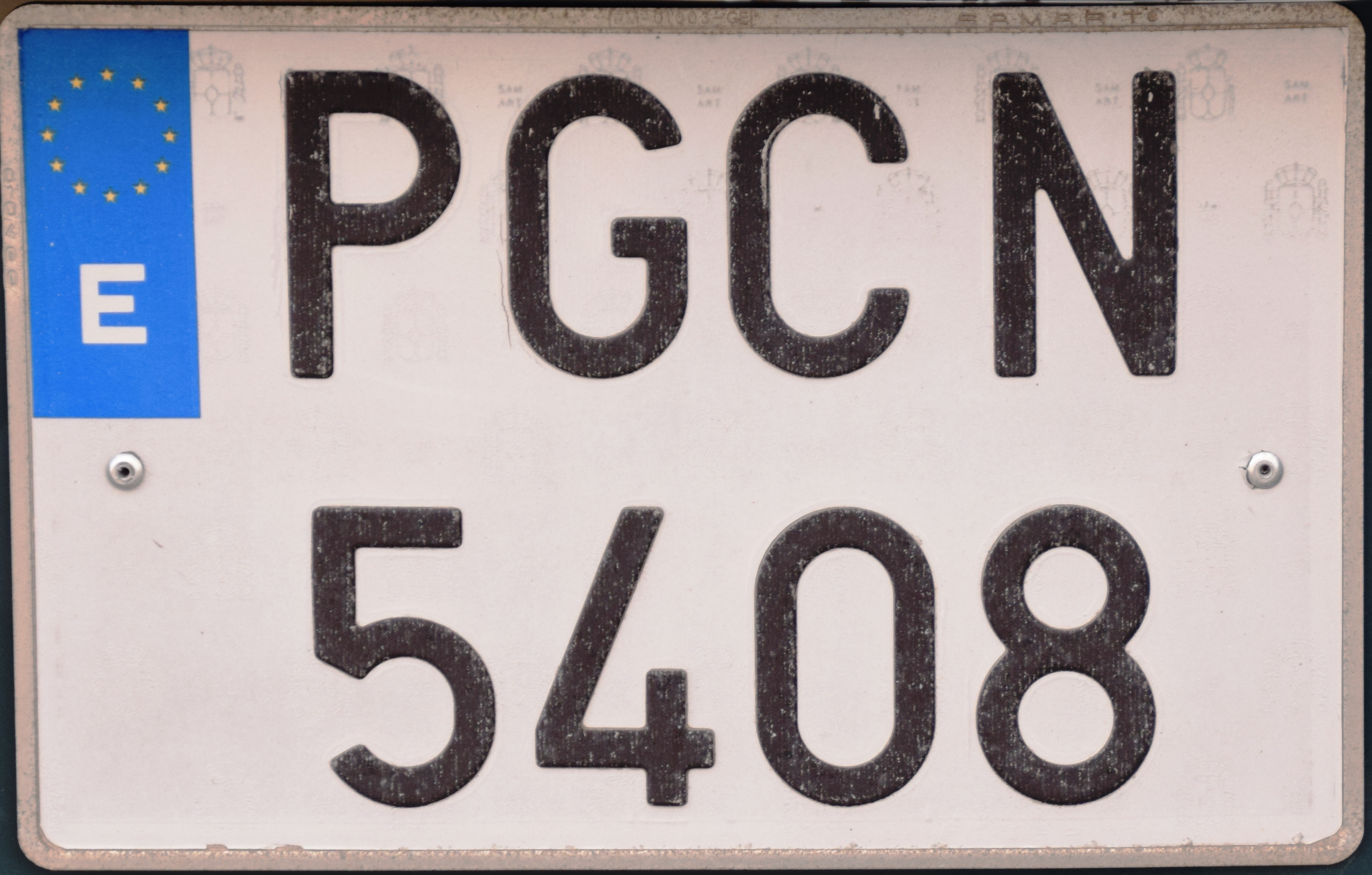
Guardia Civil

- CME – Cuerpo Mossos d’Esquadra (Katalanische Polizei)
- CNP – Cuerpo Nacional de Policía (Nationalpolizei)
- DGP – Dirección General de la Policía (Spanische Polizei)
- E – Ertzaintza (Polizei des Baskenlandes, E in geschwungener Form)
- EA – Ejército del Aire (Luftwaffe)
- ET – Ejército Tierra (Heer)
- FAE – Fuerzas Aliadas en España (Fahrzeuge des spanischen NATO-Hauptquartiers)
- FN – Fuerzas Navales (Marine)
- MF – Ministerio del Fomento (Bau- und Verkehrsministerium)
- MMA – Ministerio del Medio Ambiente (Landwirtschafts- und Umweltministerium)
- PGC – Parque Guardia Civil (Fuhrpark der Guardia Civil)
- PME – Parque Móvil del Estado (Staatlicher Fuhrpark)
- PMM – Parque Móvil Ministerios (Fuhrpark der Ministerien)
- PTT – Correos y Telégrafos (Post, Telefon und Telegraf – in der Postsprache Französisch)